# Raoul d’Argences
Raoul d'Argences (Radulfus) est le 6e abbé de Fécamp. Son abbatiat est marqué par la passation du pouvoir Plantagenêt vers le pouvoir capétien.

## Biographie

### Un abbé sous la domination Plantagenêt

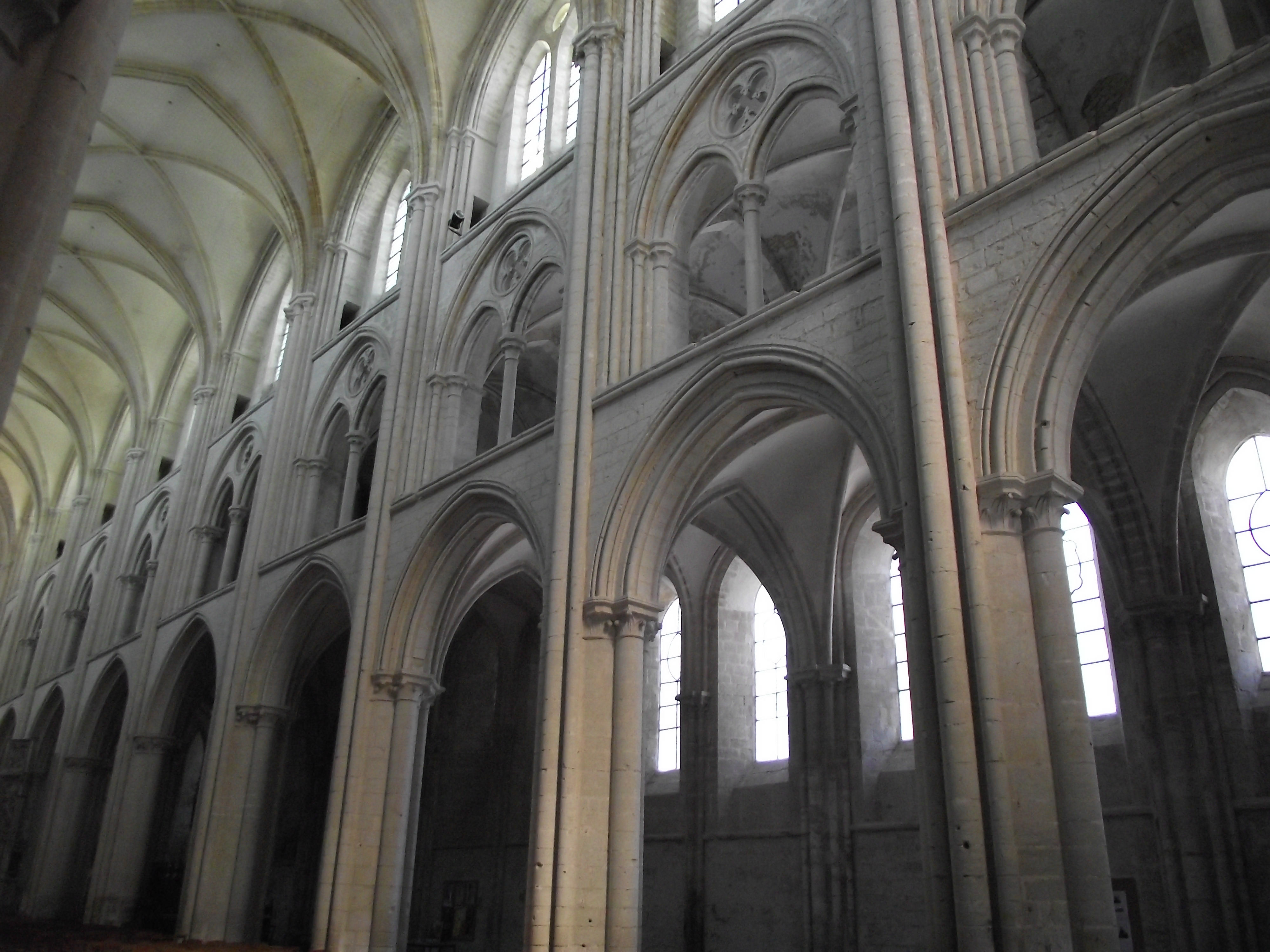
Élévation de la nef de l'abbatiale.

Originaire d'Argences, il a pu être moine de Fécamp avant d'en devenir l'abbé. Il a un neveu, Aichard ou Richard, qui lui succède à la tête de Fécamp.
Il est élevé au trône abbatial en 1190, après une vacance du siège après la mort d'Henri de Sully en 1187. Il apparait dans le pipe roll (en) normand de 1194/1195, aux côtés de Willelmus de Mara, alias Willalme de la Mare en franco-normand, bailli du Pont Audemer.
Il souscrit en 1195 une charte de Richard Cœur de Lion en faveur des lépreux de Quevilly. Il est demandé cette même année d'être garant des termes de la paix signée à Issoudun avec Philippe Auguste.
C'est sous son abbatiat qu'est rédigé au début du XIIIe siècle l'ordinaire de l'abbaye.
Il poursuit la construction de l'abbatiale. Il double le nombre de travées construites par Henri de Sully, mais il ne voit pas son achèvement. Un document attribue la façade à tours et les cinq travées adjacentes à Raoul d'Argences. La dendrochronologie a daté la charpente de la partie occidentale de la nef en 1227/1228. Elle est achevée au XIIIe siècle.

### Un abbé du royaume de France
Il gère le passage de la domination Plantagenêt à la domination capétienne. Proche du pouvoir Plantagenêt au début de son abbatiat, il ménage avec le pouvoir capétien après 1204 et obtient de Philippe Auguste la confirmation et l'extension des privilèges de l'abbaye. Ainsi en 1211, le droit de haute justice est accordé par le roi, qui s'ajoute à l'exemption, confirmée par plusieurs bulles du pape Célestin III.
Il gère les propriétés de l'abbaye de chaque côté de la Manche et les accroît. Il effectue à cet effet de nombreux voyages en Angleterre. Il met à la tête du prieuré de Cogges (en) son neveu Michel d'Argences. La fin de l'établissement du pouvoir ducal à Fécamp voit une passation du pouvoir vers l'abbaye. Les masures sont placées sous sa protection. L'abbaye mène également une politique d'achat des anciennes dépendances du château ducal.
La gestion de l'abbaye se fait au travers de différents offices comme celui d’écolâtre où il place son neveu Achard. Il est appuyé par l'archidiacre de Fécamp, office qui semble avoir été mis en place par l'abbé pour l'aider dans la gestion. Sous son abbatiat, trois sont connus: Raoul Peilevilain, Guillaume d'Argences et Richard d'Argences. Pour la gestion du temporel, il se fait aider de sénéchaux, dont deux noms sont connus: Richard de Gislarville et Roger Panchevout.
Il meurt le 6 septembre 1219 et est enterré sous une arche dans la muraille, près de l'autel Saint-Taurin.
La parentèle de Raoul d'Argences : des chevaliers et des baillis
Ajoutons que Richard d’Argences avait été cité à l’occasion de l’entrevue qui eut lieu près de l’Orme de Gisors en 1188 entre Henri II et Philippe Auguste. Ce dernier avait, par dérision, proposé une sorte de duel judiciaire entre quatre chevaliers français et quatre chevaliers anglo-normands, qu’il désignait lui-même par précaution ! Richard d’Argences était du nombre des « champions » normands. L’offre fut rejetée après que Guillaume le Maréchal, maréchal héréditaire d’Angleterre, qui devait servir cinq Plantagenêt, eût fait remarquer, par exemple, que Richard d’Argences était « goutteux » et qu’il avait « passé l’âge » de porter les couleurs comme champion. Il n’était donc déjà plus jeune à l’époque.
Cependant Richard d’Argences continuera à exercer la charge de bailli. Il perçoit avec Richard Silvain pour Guillaume Poignart, bailli de Caen, la taille de 4 000 marcs d’argent pour la rançon du roi Richard levée à Caen en 1194-1195, c’est-à-dire après la libération de celui-ci. En 1197-1198, il est bailli d’Evreux. Il rend compte à cette date de 560 livres pour la ferme de l’honneur d’Evreux, comme de l’emprunt forcé levé dans la baillie de ce nom. Mais il doit encore un solde pour son amende de 1 000 marcs, pour s’être trouvé du côté de Jean sans Terre et Philippe Auguste au retour de Richard en 1194. En 1202, il rejoint définitivement Philippe Auguste. Le roi Jean lui fait une offre de pardon le 16 février 1203, mais en vain. D’autres chevaliers suivront, tel Henri d’Estouteville, dont les domaines anglais sont saisis dès le 8 mai 1203, Henri du Pin, dont les biens des environs de Pont-Audemer sont confisqués le 10 mai, ou Raoul d’Argences, dont les terres le seront le 27 août 1203.
Ce sont ces mêmes chevaliers normands que l’on retrouvera dans toutes les circonstances importantes. Au Concile de Lillebonne qui se tint sous la présidence de Philippe Auguste en novembre 1205, on voit aux côtés de Renaud comte de Boulogne, Henri d’Estouteville, Guillaume chambellan de Tancarville, Guillaume connétable du Hommet, Jehan et Guillaume de Préaux, Henri de Ferrières, Etienne de Longchamps. Jean sans Terre fera plusieurs tentatives pour reprendre le duché. Tout espoir semblera s’évanouir à Bouvines en 1214. Nombre de chevaliers normands sont d’ailleurs dans les rangs français lors de cette bataille : Guillaume connétable du Hommet, ainsi que Thomas et Enguerrand, les deux derniers de ses six fils ; Guillaume chambellan de Tancarville ; Robert d’Harcourt et son fils Richard ; Robert comte d’Alençon ; les baillis Richard d’Argences et Guillaume de Mortemer ; Jehan, Raoul et Guillaume de Préaux ; tout comme Henri d’Estouteville, Etienne de Longchamps, Richard de Villequier, Henri de Ferrières, Jehan de Brucourt, Geoffroy Pipart, Robert Malet, Pierre Mauvoisin, Jehan de Tournebu, Guillaume de Reviers, Robert de Thibouville, parmi les chevaliers « portant bannière ». 
Dans les rôles du ban et de l’arrière-ban les mêmes noms ou ceux de leurs héritiers figurent encore en 1236 : le connétable de Normandie, la femme de feu Richard d’Harcourt, Robert Mallet, Jehan de Tournebu, Jehan de Brucourt, Geoffroy Martel, Guillaume de Mortemer, Guillaume de Thibouville, Raoul Mauvoisin, Jehan d’Estouteville et l’hoir (l’héritier) d’Argences, ce qui nous apprend que Richard d’Argences était alors décédé. Ces mêmes rôles, qui citent encore un Guillaume d’Argences, écuyer, en l’année 1272, précisent que « ceux d’Argences prirent le nom de Saint Germain », donc changement de patronyme, au moins pour cette branche.
Poignant dit qu’en effet le roi Jean, au lieu de chercher « à se concilier les esprits, dès qu’une famille était dénoncée comme disposée à prendre le parti de Philippe, il la frappait sur-le-champ d’une confiscation de biens au profit de ses courtisans. Les rôles de la Tour de Londres (pipe  rolls) fournissent une foule d’exemples de ces confiscations pendant la seule année 1203. C’était se créer à plaisir des ennemis irréconciliables et augmenter le nombre des partisans de Philippe. » Mais cette vague de confiscations effectuées par le roi Jean sans Terre dans les années 1201-1203 avait été, semble-t-il, précédée d’une série de très lourdes amendes imposées dès 1194 par Richard Cœur de Lion à son retour de croisade et de captivité, à ceux qui avaient suivi le prince Jean dans son alliance avec Philippe Auguste. Jean sans Terre avait su se faire pardonner. Ceux qui l’avaient suivi étaient sanctionnés : châteaux rasés, mais aussi énormes amendes à verser, dont une partie par le débiteur et la différence par leurs parents, vassaux, vavasseurs, tenanciers et autres obligés, pour qu’ils soient « plèges » ou caution, chacun d’une portion plus ou moins importante du reliquat.
C’est ainsi que les Grands Rôles de l’Échiquier (alias Norman Pipe Rolls) contiennent ces très nombreux pleges pour Richard Fitz Landry comme pour Richard d’Argences. Le chevalier Guillaume Ferrant sera porté plege pour Richard d’Argences en 1194-1195, mais, avant même qu’il ait fini de payer cette caution, d’autres seront pleges pour lui-même, Guillaume Ferrant, qui est royalement sanctionné. Effectivement, si une  « amende forestière » de 300 livres est décidée à son encontre, il ne semble pas que l’Échiquier ait vraiment compté en recevoir le paiement de lui, puisqu’il était passé en France et que son fief lui avait déjà été confisqué. Mais rien n’empêchait sans doute de pressurer tout son entourage familial et féodal.
Ainsi, en 1194-1195, après les pleges qui sont immédiatement enregistrés pour lui, Richard d’Argences ne doit plus au trésor que 562 marcs 3 sous 3 deniers sterling sur les 1 000 marcs annoncés. Voilà qui donne aussi une petite idée de la « surface sociale » d’un tel personnage. Les archives de l’Échiquier nous apprennent qu’il a été témoin avec Guillaume Fitz Raoul, sénéchal de Normandie (tête de l’Échiquier, et donc de toute l’administration), et Richard, évêque de Worcester, à l’occasion d’une donation faite à l’abbaye de Gouffern sous le règne de Richard Cœur de Lion. On le voit encore aux assises de Bayeux ou comme témoin d’une donation faite devant l’Échiquier en 1196. Le bailli d’Argentan, le comte de Meulan (et sire de Pont Audemer), ainsi que l’évêque de Coutances sont au nombre de ceux qui sont portés pleges pour lui en 1194-1195. Un Juif de la vicomté de Rouen également, un certain Josce (Josué) fils Ysaac, qui est ailleurs dit Josce le Juif (Judeus) fils Ysaac. Il est plège de 4 marcs d’argent pour Richard d’Argences, comme il l’est de 3 marcs pour Richard Fitz Landry. 
Charpillon indique par erreur que Richard Fitz Landry avait la ferme de l’honneur de Montfort et que « c’est ce qui explique les cautions exigées par le Trésor ». C’est Roger Fitz Landry, et non Richard, qui avait cette ferme, et nous ne trouvons pas trace de cautions pour lui. C’est bien en raison de l’amende à laquelle ledit Richard Fitz Landry avait été condamné, tout comme Richard d'Argences, que l’Échiquier perçoit cette série de pleges, qui étaient dus par les vassaux en cas de difficulté pour leur suzerain. Les Grands Rôles de l’Échiquier de Normandie nous en fournissent de nombreux exemples à cette époque troublée de la guerre entre Capétiens et Plantagenêts.